# ويليام أبوت
ويليام أبوت (بالإنجليزية: William Abbott)‏ (1 يناير 1801 بيوركشاير في المملكة المتحدة - ) هو لاعب كرة قدم بريطاني في مركز الهجوم. لعب مع ديربي كاونتي ونادي تشيسترفيلد.